# 왜성 (건축)

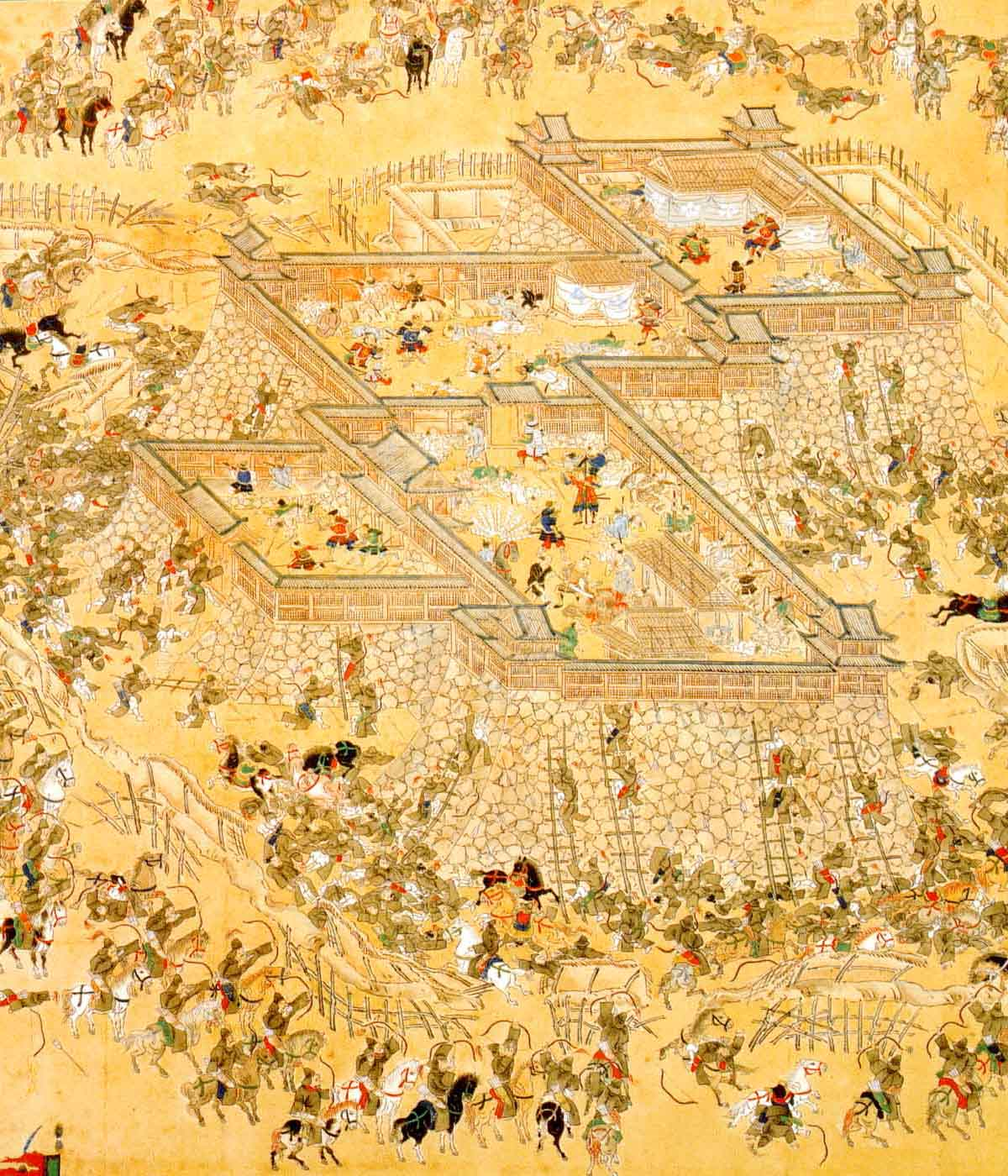
울산성 전투를 그린 일본의 병풍화

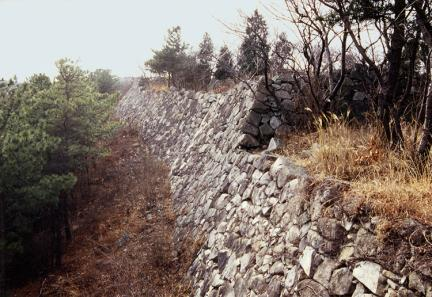
울산광역시 울주군 서생면 서생리에 위치한 서생포왜성의 성곽

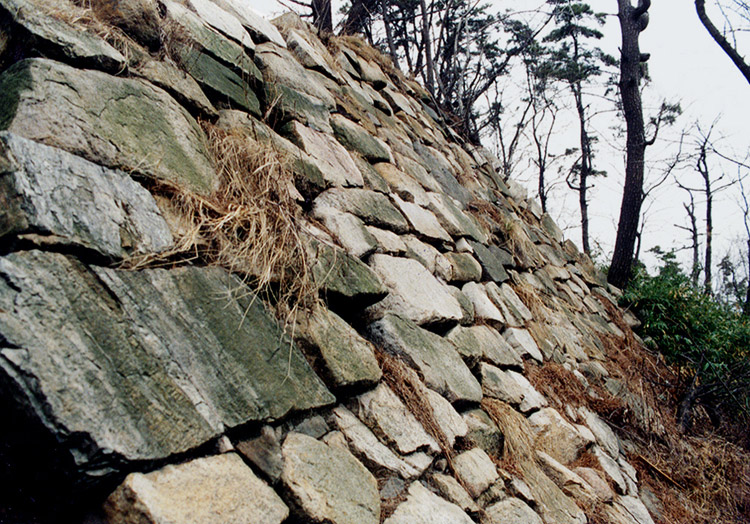
울산광역시 중구 학성동에 위치한 울산왜성의 성곽

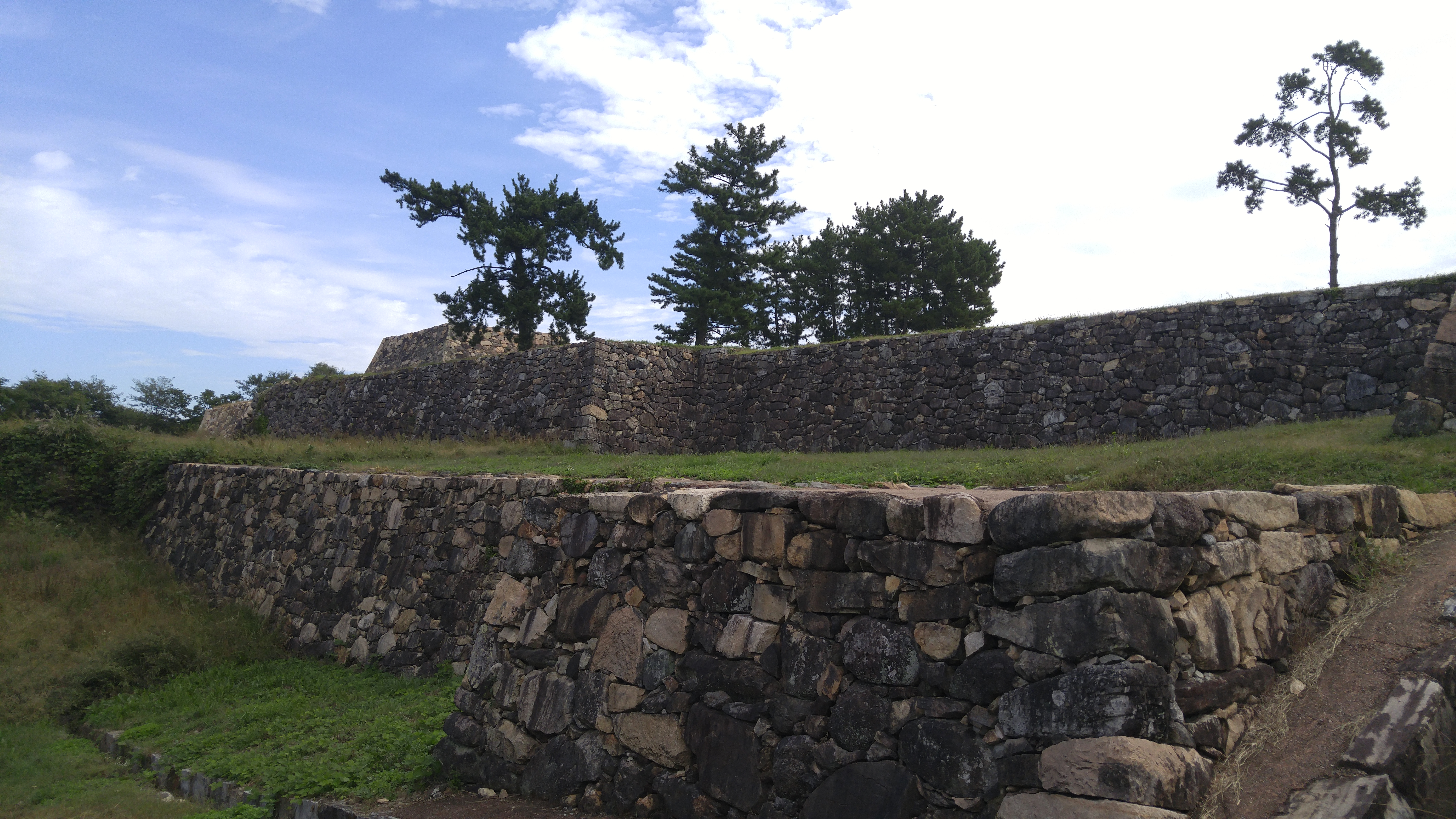
전라남도 해룡면 신성리에 위치한 순천왜성의 성곽

왜성(倭城, 일본어: わじょう 와조 [ウェソン →웨손[*]])은 임진왜란과 정유재란 때 일본군에 의해 한반도 남부 각지에 축조된 일본식 성곽을 말한다.

## 개요
왜성은 일본군이 남해안 일대 혹은 그 외 지역을 점거하고 그들의 근거지를 확보하거나 일본군내 상호 연락 등을 위해 축조한 일본식 성곽으로, 일본의 입장에서 보더라도 침략지인 조선에 축조된 매우 특수한 사례에 속하는 건축이었다. 왜성은 외견상으로나 축조수법, 혹은 시설에서 당시 일본의 성곽과 크게 다를 바가 없었다. 다만 침략지라고 하는 특수한 상황으로 말미암아 방어기능 강화에 더욱 주의를 기울이고, 거의 모두 항(港)의 확보를 위하여 총구(惣構) 시설 따위를 적극 활용하고 있다는 점에서 차이가 있다.
왜성은 거의 대부분 전시 상황에서 축조되었기 때문에 방어상 유리한 산성 형태를 취하고 있다. 입지상으로는 강과 바다에 인접한 독립된 구릉, 혹은 야산을 택하고 있다. 왜성은 일본군이 선박을 통한 침략이었기 때문에 보급이나 연락 관계는 배를 이용하는 것이 가장 효과적이었고, 또 경우에 따라서는 배가 아니고서는 보급·연락이 불가능한 경우도 있었을 것이다. 더욱이 왜군 입장에서는 일본에 있는 후방기지와의 관계를 고려할 때 손쉽게 배를 이용할 수 있는 조건이야말로 가장 중요한 요소 가운데 하나였을 것이다. 아울러 일본의 산성이 대체로 복잡한 구조를 가지고 있듯이 왜성 역시 주곽부(主郭部)를 중심으로 지형을 이용하여 다중(多重)의 곽(郭)과 곡륜(曲輪) 배치 등 복잡한 구조를 가지고 있으며 출입구는 하나같이 출입구를 통과하는 적에게 집중적으로 타격을 가하는 구조로 되어 있다. 그리고 성 아래에 호즉·해자가 시공된 흔적이 남아 있다.
현재까지 확인된 왜성은 부산진성을 비롯하여 서생포왜성·눌차왜성·창원 진해 웅천왜성 등 31개소에 달한다. 이 가운데 1592~1593년 사이에 축조된 것이 부산일본성·부산진성·임랑포왜성·기장 죽성리왜성·구포왜성·김해 죽도왜성·눌차왜성·가덕도 왜성지성·서생포왜성 등 19개이고, 정유재란 당시인 1597년에 축조된 것이 (견내량왜성)·울산왜성·양산 증산리 왜성·마산일본성·고성읍성·사천선진리성·남해 선소왜성·순천왜성·(망진왜성) 등 9개이다. 그리고 기록에 있지 않고 존재가 불명인 (울포산성), (탑포산성)과 (영춘왜성), (곤양왜성) 등 4개의 성은 그 시기가 명확하지 않다.

## 유형
왜성은 그 성격으로 보아 크게 두 가지로 분류할 수 있다.
첫째는 연결성(連結城)으로 도요토미 히데요시의 지령에 의해 부산에서 서울까지, 나중에는 의주까지 히데요시 자신이 명나라로 들어갈 때의 거처(御座所)와 군수물자의 보급로 확보를 목적으로 쌓은 성곽이다. 이것은 일명 “쓰타이노시로”(つたいの城)라고도 하는데, 군대가 거의 하루에 행군할 수 있는 정도의 거리에 쌓았으며, 주로 조선의 읍성을 고쳐서 사용하거나 적당한 읍성이 없는 곳에서는 새로이 간단하게 축성했다고 한다. 오늘날에는 그 유구의 위치가 확실하지 않으며, 함경도의 길주와 안변 사이 등에도 쌓여 있었다는 것으로 미루어 보아 당시 일본군이 지나간 길목마다 이 연결성을 쌓았을 것으로 추측된다.
둘째는 통치성(統治城)인데, 대한민국 남해안(부산광역시, 울산광역시, 경상남도와 전남 순천) 지역에 쌓은 성곽이다. 임진왜란기인 1592년부터 2년간에 걸쳐 일본으로부터의 수송로 확보와 일본군이 내륙에서 후퇴한 뒤 전세를 유리하게 전개하기 위해 쌓은 20여 개의 성곽과 정유재란 기에 신규로 축성한 10개 등 남해안 일대에서는 이미 조사된 것만으로도 32개소에 달한다. 왜성은 남해안뿐만 아니라 내륙 지역에서도 축조되었을 것으로 생각되나 현재 그 유구(遺構)가 거의 알려져 있지 않기 때문에 실상은 알 수 없다. 멸실된 성을 포함해서 40여 개의 왜성이 발견되었다.

## 구조
남해안 일대 왜성은 30개소로 약간의 차이점을 제외하면 기본적으로 일본의 성곽 축조양식을 그대로 구현하고 있다. 이들 왜성은 16세기 일본에서 축조되기 시작하는 평성이 아니라 대부분 산성으로 지어졌는데, 이는 정치적 지배 거점에 중점을 둔 평성보다는 전시 상황에 맞게 방어에 중점을 두었기 때문이다. 그리고, 전진과 후퇴, 보급이 원활할 수 있는 강이나 바다에 인접한 곳에 축조하였다. 또, 성의 구조는 일본의 성에서 볼 수 있는 복잡한 구조를 가지고 있다. 구루와의 배치와 해자, 이중문으로 된 마스가타와 우마다시 등으로 구성되어 있다. 이런 일본의 성의 모습은 당시 중국 화가가 그린 『정왜기공도권(征倭紀功圖卷)』과 일본인 화가가 울산성 전투를 그린 병풍화에서도 잘 나타나있다. 이들 그림에서는 담에 난 총안인 사마를 통해 조명연합군에게 사격하는 일본병사와 겹겹으로 된 일본의 성곽의 모습을 확인할 수 있다.
일본식 성곽은 대개 평야나 해안지대에 돌출한 산정(山頂)을 깎아 평평하게 하여 가장 높은 곳에 이중 삼중으로 된 본환(本丸)·이지환(二之丸)·삼지환(三之丸)을 설치하고 이 아성을 둘러싼 외곽선에 성곽을 높이 쌓되 성 전체를 몇 구획으로 나누어 각 구역이 독립하여 전투를 할 수 있도록 되어 있다. 이 같은 축성방식은 우리나라의 재래식 산성과는 전혀 다른 일본식 축성방법이다.

### 구루와(曲輪, くるわ)
일본의 산성이 대체로 복잡한 구조를 가지고 있듯이 왜성 역시 마찬가지로 주곽부를 중심으로 지형을 이용하여 다중의 구루와의 배치 등 복잡한 구조를 가지고 있다. 구루와의 배치는 지형에 따라 다양한 형태를 하고 있지만 구조적 원리를 간략화한다면 흔히 말하는 윤곽식(輪郭式)ㆍ제곽식(梯郭式)ㆍ와곽식(渦郭式)ㆍ연곽식(連郭式) 등으로 나눌 수 있으나 실제로는 그 변형인 경우가 많다.

### 고구치(虎口, こぐち)
일본의 성에서 출입구를 통상 고구치(虎口)라고 칭하는데, 왜성 또한 그 모양은 다양하지만 기능은 하나같이 출입구를 통과하는 적에게 집중적으로 타격을 가하는 구조로 되어 있다. 한국의 경우는 옹성(甕城)이나 적대(敵臺)에 의해 주로 출입구인 성문이 보호되는 것과 비교가 된다. 그리고 구루와에 여러 모양의 각도(角度)를 주어 성벽으로 오르는 적을 원근(遠近)ㆍ좌우(左右) 등 다양한 위치에서 궁시 등으로 공격할 수 있도록 하였는데 이것이 바로 요코야가카리(일본어: 橫矢 횡시[*])이다. 이런 직선(直線)과 각(角)으로 이루어진 구루와형태는 일본 성곽의 독특한 점 가운데 하나이며, 한국의 경우 성벽이 직선으로 이루어지는 경우는 일본과 비교하여 상대적으로 많지 않고 직선으로 이루어지는 경우는 요코야가카리처럼 구루와에 각도를 주는 방식보다는 성곽 외각으로 사각모양의 치성(雉城)을 만드는 방식을 사용하였다.

### 석벽과 성루(石垣, いしがき)
일본의 경우 축성에 석벽방식을 도입한 것은 중세이후로 볼 때는 전국 시대 후반기이다. 물론 고대에는 조선식산성과 같은 석축성이 있지만 중세이후로는 거의 석벽이 사용되지 않았다. 석재확보나 기술적인 문제 등도 있겠지만 성곽의 항구성이나 방어력 증강의 필요성과 밀접한 관계가 있을 것이다. 왜성에서도 그대로 나타나는 바이지만 일본성곽은 석축에 있어서 직선을 중시하는 경향이 현저하다. 따라서 구루와가 꺽이는 모서리 부분이 매끄럽게 처리되면서 전체적으로 상하석축선이 곡사선형태로 하고 있다. 통상적으로 자연석을 난적(亂積)하고 그 틈을 잔돌로 메우는 방식이 주로 사용되었다. 또한 성루의 경우는 중세이래 산성에 가장 많이 사용되는 시설 가운데 하나이다. 구루와위에 시설하고 그위에 다시 목책이나 판벽을 설치하여 방어하는 경우가 종종 있었다.

### 노보리 이시가키(登り石垣, のぼりいしがき)
왜성에는 일본의 근세성곽에서 보이지 않는 노보리이시가키(登り石垣)라는 장대한 장벽도 설치되었다. 이것은 왜성만의 특징적인 구조로, 산성부의 본성과 산기슭부의 지성이나 부속시설을 하나로 연결하여 방어선을 확고히 하기 위한 목적으로 추측된다. 서생포왜성이나 웅천왜성 등에서는 이 노보리이시가키가 잘 보존되어 있다. 임진왜란 이후 일본의 성에서도 간혹 보이는 축성방법으로 마쓰야마성, 히코네성, 스모토성 등에서 볼 수 있다. 특히 왜란에 참전했다 귀국한 다이묘들의 성에서 찾을 수 있으며, 그 중 가토 요시아키(加藤嘉明)와 와키자카 야스하루(脇坂安治)등이 쌓은 성이 대표적이다.

### 해자
왜성은 일본의 성과 마찬가지로 성 아래에 해자가 시공되었고, 지금도 그 흔적이 남아 있다. 임진왜란 당시 중국의 화가가 그린 『정왜기공도권(征倭紀功圖卷)』에 나타난 전투장면을 보면 왜성의 모습을 보다 구체적으로 볼 수 있다. 왜성을 공격하는 장면을 보면 담에 뚫린 사마(?間)으로 공성군을 사격하는 모습이 있고, 넘어에는 목책이 이중으로 세워져 있다. 또한 성내에는 천수각이 보이고, 그외에 숙사(宿舍)가 그려져 있으며, 안쪽에는 군데 군데 방패구실을 하였을 것으로 보이는 판벽(板璧)이 세워져 있다. 그리고 해전(海戰)을 그린 것에서는 바닷가에 목책이 세워져 있고 곳곳에 판벽으로 가설하여 이곳에 몸을 은폐하고 공격하는 장면을 볼 수 있는데, 목책과 판벽을 세운 곳이 구(構)의 일부로 추정한다.

## 특징
왜성은 배를 접선하기 좋은 해안가와 강안에 위치하면서도, 여차하면 서로를 돕기 쉽게 서로를 조망하기 좋게 밀도있게 배치되었다. 또, 동래성 같은 경우는 기존의 조선성곽에 붙여서 왜성을 축조하기도 하였다.
일본군 입장에서는 타지에서 조달한 자재를 썼지만 전국시대의 오랜 전란에서 얻은 축성기술과 건축기술을 동원해 빠르게 올렸다. 이러한 왜성들은 적을 지연시키고 고립시키기 위한 특유의 구조 등으로 상당한 방어력을 보여주었고, 울산성 전투에서는 조명연합군의 대군을 막았다. 규모가 있는 왜성은 혼마루나 천수각(天守閣, 영어: keep, 문화어: 천수각지) 등도 있었으나 목건물은 현재는 모두 부서지고 없다.
축성 당시에는 상당한 방어력을 보여주었으나 현재는 대부분이 소실되었거나 터만 남아 있다. 임진왜란 뒤에는 조선군이 얻은 돌을 쌓아 만든 석축을 기초해 조선식 읍성으로 고쳐 쓰기도 하면서 자연스럽게 소멸되었고, 일본군의 석축은 조선식에 비해 빠르게 올릴 수는 있지만 내구력 자체는 약해 시간이 지나면서 비교적 빨리 허물어졌기 때문이다.
이는 가택건축의 안정성과 유지력에서 분화된 다른나라의 축성술과 달리, 오로지 성을 쌓기 위해서만 방벽으로 발달한 일본식 축성술의 특징으로, 왜란 당시까진 석벽 틈새에 회반죽이나 흙을 집어넣지 않고 오로지 돌만으로 쌓아올리는 메쌓기(Dry stone/空積み,野面積み)가 주류였기 때문이다. 폭우가 내릴 시 따로 배수구를 개공할 필요없이 돌 사이로 물이 빠져나가며, 재해나 공세에 의해 무너져도 어차피 돌만으로 쌓은 벽이기에 흩어진 자재를 다시 쌓아올리면 되지만, 돌 틈새로 해충이나 쥐 등이 침범하기 쉽고, 식물들이 자라면서 이음새를 침범하거나 기반을 무너뜨리는 등 유지보수가 꾸준히 요구되는 방식이다. 한마디로 인스턴트 성벽이다.
오로지 전투만을 목적으로 하다보니 기본적으로 높은 지대를 끼고있는 산성 혹은 평산성의 형태를 가지고 있다. 또한 물자의 보급을 쉽게 하기 위해 상당수 왜성들은 해안가나 강가 인근에 자리하고 있으며 평지부터 시작하여 정상부로 올라가는 구간을 여러 단계로 나누고 통행로도 미로와 같이 설계한 다음 그 구간마다 성책과 성문을 설치한 다층 방어구조를 채택하고 있어 성벽 방어선이 뚫리면 그대로 성의 함락으로 이어지는 일반적인 한국식 산성이나 읍성보다 훨씬 더 강한 방어력을 가지고 있다.
실제로 각 왜성들은 임진왜란과 정유재란을 겪으면서 조선군과 명나라 군대에 의해 여러번의 포위전을 겪었지만 정작 20여개 왜성 중 직접적인 전투를 통해 함락당한 왜성은 하나도 없었다는 점이 이를 반증한다.
왜란이 끝난 이후 일본군이 철수하면서 왜성은 전략적인 가치를 상실하게 되었으며 대부분의 왜성이 버려진 상태로 남게되어 현존 왜성의 경우 보존상태가 좋은 경우가 드문 편이다. 그러나 일부 왜성의 경우 꽤 좋은 길목에 자리한 경우가 있으며 이 경우 일부 구조물을 보수하여 군사 주둔지역으로 전용하여 사용한 경우가 있으나 그 사례 자체가 손에 꼽을 정도이다.

## 연구
나동욱 부산박물관 문화재조사팀장은 임진왜란과 정유재란 때 일본이 축조한 왜성(倭城)의 연구 결과를 정리했다. 나 팀장은 1597년 왜군 1만6천 명이 40여 일간 만든 울산 왜성이 뛰어난 방어력을 갖춘 성이었다는 사실을 소개하면서 국내에 있는 왜성 30여 곳이 개발과 환경 변화로 훼손되고 있다고 지적했다. 그는 “왜성은 400여 년 전 치열했던 동아시아 전쟁을 재구성하고 역사를 재현하는 데 있어 중요한 문화자산”이라고 강조했다.
국립중앙박물관회가 공동 주관하고 KEB하나은행과 한국문화예술위원회가 후원하는 학술심포지엄은 22일까지 이어지는 《정유재란》 특별전과 연계해 기획됐다. 강화교섭과 정유재란 발발, 노량해전에 대한 이해의 방향, 고니시 유키나가(小西行長)와 순천성 전투 등에 관한 발표도 진행되었다. 국립진주박물관 관계자는 “이번 심포지엄을 통해 정유재란에 대한 심도 있는 논의가 이뤄지길 기대한다”며 “전쟁의 실상은 물론 한국, 중국, 일본 민중의 삶과 생활도 구체적으로 살펴보는 자리가 될 것”이라고 말했다.

## 의의
성곽 편년에 있어서 그 축성 연대가 확실하고 후대에 개수되지 않았기 때문에 축성 당시 일본의 축성법을 명확히 알 수 있다는 점에 의의가 있고 이는 같은 시기 일본 국내에서 축조되었던 성곽이 후대에 계속 사용됨으로써 거듭 개·보수가 이루어지게 되고 그에 따라 성곽 축성 시기의 축성법을 명확히 가려내기 어렵다는 점과 비교해 볼 때 의미가 있다.

## 기타
왜성은 성곽 편년에 있어서 그 축성 연대가 확실하고 후대에 개수되지 않았기 때문에 축성 당시 일본의 축성법을 명확히 알 수 있다는 점에 의의가 있고 이는 같은 시기 일본 국내에서 축조되었던 성곽이 후대에 계속 사용됨으로써 거듭 개·보수가 이루어지게 되고 그에 따라 성곽 축성 시기의 축성법을 명확히 가려내기 어렵다는 점과 비교해 볼 때 의미가 있다.
2019년에 《조선일본도설》(朝鮮日本圖說)이라는 왜성 현황 지도가 발견돼 화제가 되기도 했다.
- 임진왜란 때 다시 개축되었던 다대포성은 부산진성이나 자성(子城)처럼 왜성(倭城)이 되지 않았으며 다대포성은 왜성에서 제외되었다.[18]
- 거제 지세포진성은 임진왜란을 통해 가토 기요마사(加藤清正)가 이끄는 일본군은 전투에서 패배하였으나 함락된 지세포성은 일본식으로 개축되었다고 하나 이후 지세포왜성 이라 명명을 했으나 왜성에서 제외되었다고 한다.
- 진주 망진왜성(晋州 望晉倭城)은 정유재란 때 축조되었으며 현재 박문구왜성과 멸실된 왜성이고 봉수대 주변에 목책(木柵)은 없고 꼭대기에 있던 성벽 추정지는 제5경 망진산 봉수대[19]가 있고 한국방송공사 방송탑과 망진체육공원이 있다.
- 진주 망진왜성은 현 경남 진주시 주약동 망진산에 있었다. 한편 꼭대기에서 240m 떨어진 곳에 있는 제5경 망진산 봉수대는 임진왜란 당시에 일본군이 사용했을 것으로 추정된다.[20]
- 1598년 9월 21일 남강의 망진왜성이 불타서 없어졌다.
- 반면 기록에는 없는 영춘왜성(永春倭城)과 곤양왜성(昆陽倭城)은 사천성 전투에서 시마즈 요시히로의 군대에서 중로군이 망진왜성을 점령한 이후 영춘왜성을 점령하고, 다음날 1598년 9월 22일에 곤양왜성이 불타서 없어졌다.

이렇게 멸실된 왜성은 7개소(중앙동, 동삼동 (부산), 호포 (양산), 견내량 (거제), 망진, 영춘 (진주), 곤양 (사천))으로 확인되었으며 농소, 마사 (김해), 동래 (부산) 왜성은 국가나 정부 기관이나 관공서, 주민센터 관할로 관리가 지속적으로 되지 않는다면 머지않아 멸실될 것이며 문화재보호법에 의해 관리가 되어야하고 왜성에 대한 관심이 필요한 전망이다.

### 문화재보호법
일본왜성은 한국의 성과 같이 문화재보호법(文化財保護法)에 의해 보호받고 있다. 문화재보호법에 의해 대한민국 문화재청에서 보존중이며
- 역사적으로 문화적으로도 왜성은 보존되어야 하며 천연보호구역과 환경보호구역으로 지정이 될 수 있다. 일본의 잔재를 없애야 한다는 이야기는 문화재보호법에 위반될 수 있다.
- 왜성은 그 역사의 현장으로서 보존돼야 하고, 의성터(구포왜성, 양산 증산리 왜성)와 관련한 발굴조사도 필요하다”고 말했다. (역사의 블랙박스 ‘왜성 재발견’)
- 문화재로서 역사적으로도 많은 관심이 필요하고 왜성이 멸실되지 않게 왜성을 관리시설 차원에서 관리해주고 보존하는 노력이 필요하다.

문화재보호법 제2조 정의
- 왜성은 한국의 성과 같은 보호법을 적용하므로 문화재보호법에 따라 상기한다.
- 왜성을 이유없이 협의를 하지 않고 불태우거나, 부수거나, 훼손하거나 파괴할시 재물손괴죄로 법적 처벌을 받을 수 있음을 명시한다.

## 주요 왜성 목록
PDF 링크 참조. 정부 근거 자료 제시 Untitled 역사문화센터의 자료. 웹사이트 참조. 블로그, 매거진, 도서관 근거 자료 제시.

### 임진왜란(1592년~1598년)
- 1592년 4월 임진왜란 개전 직후 부산에 상륙한 일본군은 바로 보급 거점을 마련하기 위해 부산왜성을 축조하였다. 같은 해 11월 평양을 점령한 고니시군이 평양에 왜성을 축성하였고 우키다는 한성 남쪽인 남산에 왜성을 축성하였다. 그러나 이듬해 1월 조명연합군의 반격에 쫓기기 시작한 일본군은 1593년 5월부터 지금의 경상남도 해안 일대에 20곳의 왜성을 축조하였다.

| 번호 | 사진 | 명칭                                                                                     | 시기        | 축성 | 수비 | 소재지 | 관리자 (단체)   | 병력                                                                                      | 참조                                                        |
| ---- | ---- | ---------------------------------------------------------------------------------------- | ----------- | --- | --- | --- | --------------- | ----------------------------------------------------------------------------------------- | ----------------------------------------------------------- |
| 1    |      | 눌차왜성(訥次倭城) (Nulcha Waeseong)                                                     | 1592년      | 제6군 모리 데루모토 (毛利輝元) 6군 사령관 고바야카와 다카카게 (小早川隆景) | 6군 사령관 고바야카와 다카카게 (小早川隆景) 제6군 모리 히데카네 (毛利秀包) 다치바나 무네시게 (立花宗茂) 시마즈 다다쓰네 (島津忠恒) 일본군 (日本軍)      | 부산광역시 강서구 눌차동 산84-7 | 강서구          |                                                                                           | 가덕도왜성                                                  |
| 2    |      | 가덕도 왜성지성(加德島倭城支城)                                                          | 1593년      | 제4군 다카하시 모토타네 (高橋元種) 제6군 쓰쿠시 히로카도 (筑紫広門) 다치바나 무네시게 (立花宗茂) 모리 히데카네 (毛利秀包) 다치바나 나오쓰구 (立花直次)                                                             | | 부산광역시 강서구 성북동 산43 | 강서구          | 성북왜성                                                                                  |                                                             |
| 3    |      | 가덕도 성북왜성(加德島城北倭城) (Seongbuk Waeseong)                                      | 1593년      | 6군 사령관 고바야카와 다카카게 (小早川隆景) | 좌군 총대장 고바야카와 히데아키 (小早川秀包) 다찌바 토우코 (立花統虎)                                                                                   | 부산광역시 강서구 성북동 산43, 53, 52번지 | 강서구          |                                                                                           |                                                             |
| 4    |      | 기장 죽성리왜성 (機張 竹城里倭城, 일본어: 機張城) (Waeseong in Jukseong-ri, Gijang)      | 1593년      | 3군 사령관 구로다 나가마사 부자 (黒田長政) 구로다 요시타카 | 2군 사령관 가토 기요마사 (加藤清正) | 부산광역시 기장군 기장읍 죽성리 601 | 기장군          | 33,000명                                                                                  | 부산광역시 기념물 제48호 기장성-일본                        |
| 5    |      | 김해 죽도왜성(金海 竹島倭城) (Gimhae Jukdo Japanese Castle)                              | 1593년      | 제2군 나베시마 나오시게 (鍋島直茂) 나베시마 가쓰시게 부자 (鍋島勝茂) | 제2군 나베시마 나오시게 (鍋島直茂) | 부산광역시 강서구 죽림동 787번지 일원 | 강서구          |                                                                                           | 부산광역시 기념물 제47호                                    |
| 6    |      | 구포왜성 (龜浦倭城, 일본어: カードカイ城 카도카이쇼[*]) (Gupo Japanese Fortress)         | 1593년      | 1차 6군 사령관 고바야카와 다카카게(책임) (小早川隆景) 제6군 쓰쿠시 히로카도 (筑紫広門) 다치바나 무네시게 (立花宗茂) 다치바나 나오쓰구 (立花直次) 모리 히데카네 (毛利秀包) 2차 우군 사령관 모리 히데모토 (毛利秀元) | 2차 3군 사령관 구로다 나가마사 (黒田長政) | 부산광역시 북구 덕천1동 산93번지 | 부산광역시 북구 | 5,000명                                                                                   | 부산광역시 기념물 6호 카도카이성-일본 죽도왜성의 지성       |
| 7    |      | 김해 농소왜성지(金海 農所倭城址) (Nongso Waeseong)                                       | 1593년      | 제2군 나베시마 나오시게 부자 (鍋島直茂) | | 경남 김해시 주촌면 농소리 산22-5 | 농소마을회관    | 5,000명                                                                                   | 농소왜성 죽도왜성의 지성                                    |
| 8    |      | 마사왜성지(馬沙倭城址) (Masa Waeseong)                                                   | 1593년      | 제2군 나베시마 나오시게 부자 (鍋島直茂) | | 경남 김해시 한림면 금곡리 산61-2 | 김해시          | 5,000명                                                                                   | 土城, 죽도왜성의 지성                                       |
| 9    |      | 동래왜성(동래읍성지) (東萊倭城) (Dongnae Waeseong)                                       | 1593년      | 영주 깃카와 히로이에 (吉川広家) | 1군 사령관 고니시 유키나가 (小西行長) | 부산광역시 동래구 칠산동 1-9 | 동래구          |                                                                                           | 부산광역시 기념물 제5호                                     |
| 10   |      | 동삼동왜성                                                                               | 1593년      | 제6군 모리 데루모토 (毛利輝元) | | 부산광역시 영도구 동삼동 188 |                 | 추목도왜성, 영도왜성                                                                      |                                                             |
| 11   |      | 부산진성 (釜山鎭城, 일본어: まるやまじょう 마루야마조[*]) (Busanjinseong)                | 1593년      | 제6군 모리 데루모토 부자 (毛利輝元) 우군 사령관 모리 히데모토 (毛利秀元) 봉행 아사노 나가마사 (浅野長政) (정유재란 때 수축 및 증축)                                                                                | 제6군 모리 데루모토 부자 (毛利輝元) | 부산광역시 동구 자성로 99 (범일동) | 부산광역시 동구 | 18,700명                                                                                  | 부산광역시 기념물 제7호 자성대왜성                          |
| 12   |      | 서생포왜성(西生浦倭城) (Seosaengpo Japanese Fortress)                                    | 1593년      | 2군 사령관 가토 기요마사 (加藤清正) | 3군 사령관 구로다 나가마사 (黒田長政) | 울산광역시 울주군 서생면 서생리 711번지 일원 | 울주군          | 100,000명                                                                                 | 울산광역시 문화재자료 제8호                                 |
| 13   |      | 임랑포왜성 (林浪浦倭城, 일본어: せいぐわん城 세이구완죠[*]) (Imnangpo Japanese Fortress) | 1593년      | 4군 사령관 모리 가쓰노부 (毛利勝信) 제4군 시마즈 도요히사 (島津豊久) 이토 스케타카 (伊東祐兵) 다카하시 모토타네 (高橋元種) 아키즈키 다네나가 (秋月種長)                                                            | 4군 사령관 모리 가쓰노부 (毛利勝信) 제4군 시마즈 도요히사 (島津豊久) 이토 스케타카 (伊東祐兵) 다카하시 모토타네 (高橋元種) 아키즈키 다네나가 (秋月種長) | 부산광역시 기장군 장안읍 임랑리 산48 | 기장군          |                                                                                           | 세이관성-일본                                               |
| 14   |      | 영등왜성지(永登倭城址) (Yeongdeungpo Waeseong)                                           | 1592년      | 제4군 시마즈 요시히로 부자 (島津義弘) | | 경남 거제시 장목면 구영리 산6-17번지 외성: 장목면 구영2길 34번지 | 거제시          | 2,000명                                                                                   | 영등포왜성 구영등왜성                                       |
| 15   |      | 송진포왜성(松眞浦倭城) (Songjinpo Waeseong)                                              | 1593년      | 5군 사령관 후쿠시마 마사노리 (福島正則) 제5군 도다 가쓰타카 (戸田勝隆) 조소카베 모토치카 (長宗我部元親) | | 경남 거제시 장목면 장목리 산6-3 | 거제시          |                                                                                           | 시루성 아명: 지세포(Jisepo) 경상남도의 비지정문화재         |
| 16   |      | 거제 장문포 왜성(巨濟 長門逋 倭城) (Geoje Jangmunpo Castle)                              | 1594년 11월 | 5군 사령관 후쿠시마 마사노리 (福島正則) 제5군 하치스카 이에마사 (蜂須賀家政) 이코마 지카마사 (生駒親正) 도다 가쓰타카 (戸田勝隆)                                                                                   | 제5군 조소카베 모토치카 (長宗我部元親) 이코마 지카마사 (生駒親正)                                                                                       | 경남 거제시 장목면 장목리 130-43번지 | 거제시          | 경상남도 문화재자료 제273호 장목왜성 군항포왜성                                           |                                                             |
| 17   |      | 창원 자마산성(昌原 子馬山城) (Jama Japanese Fortress)                                    | 1593년      | 제1군 소 요시토시 (宗義智) | | 경남 창원시 진해구 성내동 산15 | 창원시          | 자마왜성 웅천왜성의 지성                                                                  |                                                             |
| 18   |      | 창원 명동왜성(昌原 明洞倭城) (Myeongdong Japanese Fortress)                              | 1593년      | 제1군 마쓰라 시게노부 (松浦鎮信) 소 요시토시 (宗義智) | | 경남 창원시 진해구 명동 산13 | 창원시          | 웅천왜성의 지성                                                                           |                                                             |
| 19   |      | 창원 안골왜성(昌原 安骨倭城) (Angol Japanese Fortress)                                   | 1593년      | 수군 와키자카 야스하루 (脇坂安治) 가토 요시아키 (加藤嘉明) 수군 사령관 구키 요시타카 (九鬼嘉隆) | | 경남 창원시 진해구 안골동 산27번지 외 | 창원시          | 경상남도 문화재자료 제275호 일본 제1수군기지(왜수군 제1기지) 웅천 안골왜성(熊川 安骨倭城) |                                                             |
| 20   |      | 창원 웅천왜성(昌原 熊川倭城) (Ungcheon Japanese Fortress)                                | 1593년      | 1군 사령관 고니시 유키나가 (小西行長) 제1군 → 소 요시토시 (宗義智) 다이묘 우에스기 가게카쓰 (上杉景勝) | | 경남 창원시 진해구 남문동 산211-1번지 | 창원시          | 5,000명                                                                                   | 경상남도 문화재자료 제79호 일본 제2수군기지(왜수군 제2기지) |
| 21   |      | 박문구왜성                                                                               | 1593년 7월  | 제6군 모리 데루모토 (毛利輝元) 고니시 유키나가의 부하 (小西行長) | | 부산광역시 중구 중앙동 |                 |                                                                                           | Japanese castles in Busan (Korea) Sengoku Forum '迫門口'    |
| 22   |      | 양산 가산리 호포왜성지 (梁山 架山里 弧浦倭城址) (Hopo Waeseong in Gasan-ri, Yangsan)     | 1593년      | 일본군 (日本軍) | | 경남 양산시 동면 가산리 산52-4, 산57 양산시 동면 호포로 26 양산시 동면 가산리 1120-6 (양산천 하류 경부선 아래) 양산시 동면 가산리 1026-1, 1027-26, 1028-11 양산시 동면 가산리 1045-1 | 국유            | 호포성지(狐浦城址) 문화재관리국, 1977, 《문화유적총람》                                   |                                                             |

### 정유재란(1597년~1598년)
- 임진왜란 강화교섭이 결렬되면서 재침공해온 일본군은 기존에 축성하였던 왜성을 재차 점거하고 일본 수군은 웅천왜성을 점거하여 근거지로 삼았다. 이 당시 일본군은 점령지를 확실하게 확보함과 동시에 일본 본토와의 연결을 위해 기존 축성한 해안가 일대의 왜성을 보수하고 동편으로는 울산, 서쪽으로는 순천까지 전선이 확대되면서 이 일대에도 왜성이 새로 축성되었다.

| 번호 | 사진 | 명칭                                                                  | 시기        | 축성 | 수비 | 소재지                                                                           | 관리자 (단체)   | 병력     | 참조 |
| ---- | ---- | --------------------------------------------------------------------- | ----------- | --- | --- | -------------------------------------------------------------------------------- | --------------- | -------- | --- |
| 23   |      | 고성읍성(固城邑城) (Goseong Japanese Fortress)                        | 1597년      | 영주 깃카와 히로이에 (吉川広家) 가쓰라 모토쓰나 (桂元綱) | 제2군 나베시마 나오시게 (鍋島直茂)                                                                         | 경남 고성군 고성읍 성내리, 서외리, 수남리 일대 고성왜성: 고성읍 성내로136번길 42 | 고성군          | 7,000명  | 경상남도 문화재자료 제89호 고성왜성(固城倭城), 수남리왜성                                                          |
| 24   |      | 견내량왜성                                                            | 1597년      | 제1군 소 요시토시 (宗義智) 와키자카 야스하루 가라시마 세토구치 (辛島瀬戸口) | 야나가와 시게노부 (柳川調信)                                                                               | 경남 거제시 사등면 덕호해안길 147-1                                              |                 | .        | 왜성동왜성 광리왜성, 토성(土城) 견내량왜성 3D모델 도안만 남은 상태 견내량 왜성 답사 + 3D모델 제작                  |
| 25   |      | 남해 선소왜성(南海 船所倭城) (Namhae Castle)                          | 1597년      | 수군 와키자카 야스하루 (脇坂安治) 제1군 소 요시토시 (宗義智) | 제1군 소 요시토시 (宗義智)                                                                                 | 경남 남해군 남해읍 선소로 149                                                    | 남해군          | 1,000명  | 경남발전연구원 역사문화센터, 2004 『문화유적분포지도-남해군-』. 남해왜성(南海倭城)                                 |
| 26   |      | 부산일본성(釜山日本城) (Busan Japanese Fortress)                      | 1598년      | 제6군 모리 데루모토 (毛利輝元) 1군 사령관 고니시 유키나가 (小西行長) | 좌군 총대장 고바야카와 히데아키 (小早川秀包)                                                               | 부산광역시 동구 범일동                                                           | 부산광역시 동구 |          | 대한민국 사적 제35호 (해지)                                                                                        |
| 27   |      | 마산일본성(馬山日本城) (Masan Japanese Fortress)                      | 1597년      | 초대 다테 마사무네 (伊達政宗) 제2군 나베시마 나오시게 (鍋島直茂) 나베시마 가쓰시게 부자 (鍋島勝茂) | | 경남 창원시 마산합포구 용마산길 142 (산호동)                                     | 창원시          | 12,000명 | 대한민국 사적 제36호 (해지) 창원왜성, 용마성                                                                       |
| 28   |      | 사천선진리성(泗川船津里城) (Waeseong in Seonjin-ri, Sacheon)          | 1597년      | 4군 사령관 모리 가쓰노부 (毛利勝信) 제4군 (좌군) 시마즈 요시히로 (島津義弘) 다이묘 이케다 가게카쓰 (池田景雄) 무장 나카가와 히데시게 (中川秀成) 다치바나 나오쓰구 (立花直次) | 제4군 (좌군) 시마즈 요시히로 (島津義弘) 4군 사령관 모리 가쓰노부 (毛利勝信) 제7군 모리 데루모토 (毛利輝元) | 경남 사천시 용현면 선진리 770번지 외 용현면 선진리 1082 일원                     | 사천시          | 10,000명 | 경상남도 문화재자료 제274호 선진리왜성(2005년 발굴)                                                                |
| 29   |      | 순천왜성(順天倭城) (Suncheon Castle)                                  | 1597년      | 1군 사령관 (좌군) 고니시 유키나가(선봉) (小西行長) 총대장 겸 7군 사령관 (좌군 사령관) 우키타 히데이에(선봉) (宇喜多秀家) 수군 도도 다카토라(선봉) (藤堂高虎) | 1군 사령관 (좌군) 고니시 유키나가 (小西行長) 수군 도도 다카토라 (藤堂高虎)                                 | 전남 순천시 해룡면 신성리 산1번지 외                                             | 순천시          | 13,700명 | 전라남도 지방기념물 제171호 왜교성, 예교성 (2001, 2002, 2004년 발굴) (1999년 2월 26일 지정)                        |
| 30   |      | 양산 증산리 왜성(勿禁 甑山里 倭城) (Waeseong in Jeungsan-ri, Yangsan) | 1597년      | 3군 사령관 (우군) 구로다 나가마사 (黒田長政) 다이묘 다테 마사무네 (伊達政宗) 제7군 모리 데루모토 (毛利輝元) 좌군 총대장 고바야카와 히데아키 (小早川秀包) | 3군 사령관 (우군) 구로다 나가마사 (黒田長政) 구로다 요시타카 (黒田孝高)                                    | 경남 양산시 물금읍 증산리 산15                                                   | 양산시          |          | 경상남도 문화재자료 제276호 증산리왜성(甑山里倭城) 일제강점기 보물고적명승천연기념물 쇼와 14년 고적 지정 대장 지정 |
| 31   |      | 울산왜성(蔚山倭城) (Ulsan Japanese Fortress)                          | 1597년 12월 | 2군 사령관 (우군) 가토 기요마사 (加藤清正) 제8군 아사노 요시나가(공사) (淺野幸長) 우군 사령관 모리 히데모토(공사) (毛利秀元) 감찰관 및 감독 (무사) 오타 가즈요시 (太田一吉) 부장 시시도 모토쓰구 (肉戸元續) 가토 기요베에 (加藤淸兵衛) 가토 야스마사 (加藤安政) 오코치 히데모토 (大河内秀元) | 2군 사령관 (우군) 가토 기요마사 (加藤清正)                                                                 | 울산광역시 중구 학성공원3길 54, 일원 (학성동)                                    | 울산광역시 중구 | 16,000명 | 울산광역시 문화재자료 제7호 학성, 도산성 (1985년 발굴) (1997년 10월 30일 지정)                                     |

## 같이 보기
- 한국의 성 목록

## 참고 문헌
- 이 문서에는 다음커뮤니케이션(현 카카오)에서 GFDL 또는 CC-SA 라이선스로 배포한 글로벌 세계대백과사전의 내용을 기초로 작성된 글이 포함되어 있습니다.